# Eugene Floyd DuBois
Eugene Floyd DuBois (auch: Dubois; * 4. Juni 1882 in West New Brighton, Staten Island, New York; † 12. Februar 1959) war ein US-amerikanischer Arzt und Physiologe an der Cornell University Medical School.

## Leben
DuBois erwarb an der Harvard University einen Bachelor und studierte ab 1902 am Columbia College of Physicians and Surgeons (Columbia University, New York City) Medizin, unter anderem bei Theodore Caldwell Janeway. Nach seinem Abschluss 1906 ging DuBois für sechs Monate nach Berlin, wo er am Krankenhaus Charlottenburg in Pathologie ausgebildet wurde. Zurück in New York begann DuBois seine Zeit als Assistenzarzt am Presbyterian Hospital. Anschließend verbrachte er – auf Empfehlung von John Howland – erneut zwei Jahre in Berlin, wo er unter anderem mit Graham Lusk bei Theodor Brugsch in der Klinik von Friedrich Kraus lernte und mit einem Respirationsapparat (siehe Max von Pettenkofer#Leistungen) Experimente zum Grundumsatz bei Diabetikern vornahm.
In New York konnte DuBois seine Forschungen nicht am Presbyterian Hospital fortsetzen und nahm schließlich 1911 eine Stellung als Leiter der Pathologie am Russell Sage Institute an, das zur Cornell University gehörte. DuBois behielt diese Stellung bis zu seinem Eintritt in den Ruhestand. Zumindest in den ersten Jahren musste er zur Sicherung des Lebensunterhaltes in der heimischen Wohnung zusätzlich als Arzt praktizieren. Während des Ersten Weltkriegs diente er beim National Research Council.
1930 erhielt DuBois eine Professur für Innere Medizin an der Cornell University. Ein Forschungssemester verbrachte er bei Friedrich von Müller in München. 1941 wechselte DuBois auf eine Professur für Physiologie und Biophysik. 1942 wurde er einberufen, durfte aber sechs Monate pro Jahr weiter als Zivilist Vorlesungen halten. Nach dem Krieg arbeitete DuBois bis zu seiner Emeritierung 1950 wieder vollzeit an der Cornell University. Auch nach der Emeritierung blieb er wissenschaftlich aktiv, wenn auch 1954 ein Schlaganfall seine Arbeit einschränkte.
DuBois war seit 1910 mit Rebeckah DuBois, geborene Rutter, verheiratet.

## Wirken
DuBois und Mitarbeiter untersuchten den Grundumsatz bei verschiedenen Erkrankungen und konnten nachweisen, dass eine energiereiche Diät bei Typhus günstig ist.
Während des Ersten Weltkrieges arbeitete DuBois zur Abwehr von Giftgasangriffen, als Flugmediziner und zur Belüftung von U-Booten. Hier stellte er einen 96-stündigen Tauchrekord auf, der erst sehr viel später mit Atom-U-Booten gebrochen wurde. Während des Zweiten Weltkrieges forschte er zur Sicherheit von Piloten unter Extrembedingungen und wieder zu langen Tauchfahrten. Für das Office of Scientific Research and Development (O.S.D.R.) arbeitete er zur Verminderung von Verletzungen bei Flugzeugabstürzen.
Gemeinsam mit seinem Cousin, dem Ingenieur Delafield DuBois, entwickelte Eugene Floyd DuBois die DuBois-Formel zur Abschätzung der Körperoberfläche aus Körpergröße und -gewicht. Eine erste Schätzung (gemeinsam mit Delafield DuBois und Carl Meeh) hatte eine Proportionalität der Körperoberfläche zur dritten Wurzel des Quadrats des Körpergewichts ergeben. Gemeinsam mit Joseph Charles Aub veröffentlichte DuBois eine Tabelle zur Abschätzung des altersabhängigen Grundumsatzes pro Quadratmeter Körperoberfläche (Aub-Dubois table).
Zusammen mit David P. Barr konnte DuBois zeigen, dass über kühle Haut genauso viel Wärme abgegeben werden kann wie über warme.
Weitere Arbeiten DuBois’ befassten sich mit Hyperparathyreoidismus, Diabetes mellitus, Erkrankungen der Schilddrüse sowie mit Wärmeregulation und Fieber. Bereits im Ruhestand arbeitete DuBois noch zu den Besonderheiten des Stoffwechsels bei Eskimos.

## Auszeichnungen (Auswahl)
- 1915/1916 Harvey Lecture
- 1918 Navy Cross
- 1931 Mitglied der American Academy of Arts and Sciences[1]
- 1933 Mitglied der National Academy of Sciences[2]
- 1940 Mitglied der American Philosophical Society[3]
- 1946 Letter of Commendation and Ribbon
- 1947 George M. Kober Medal[4]
- 1948 Ehrendoktorat der University of Rochester
- 1955 Banting-Medaille[5]

Eine Insel vor der Antarktis trägt seinen Namen: DuBois Island.